# 俄羅斯—烏克蘭邊界

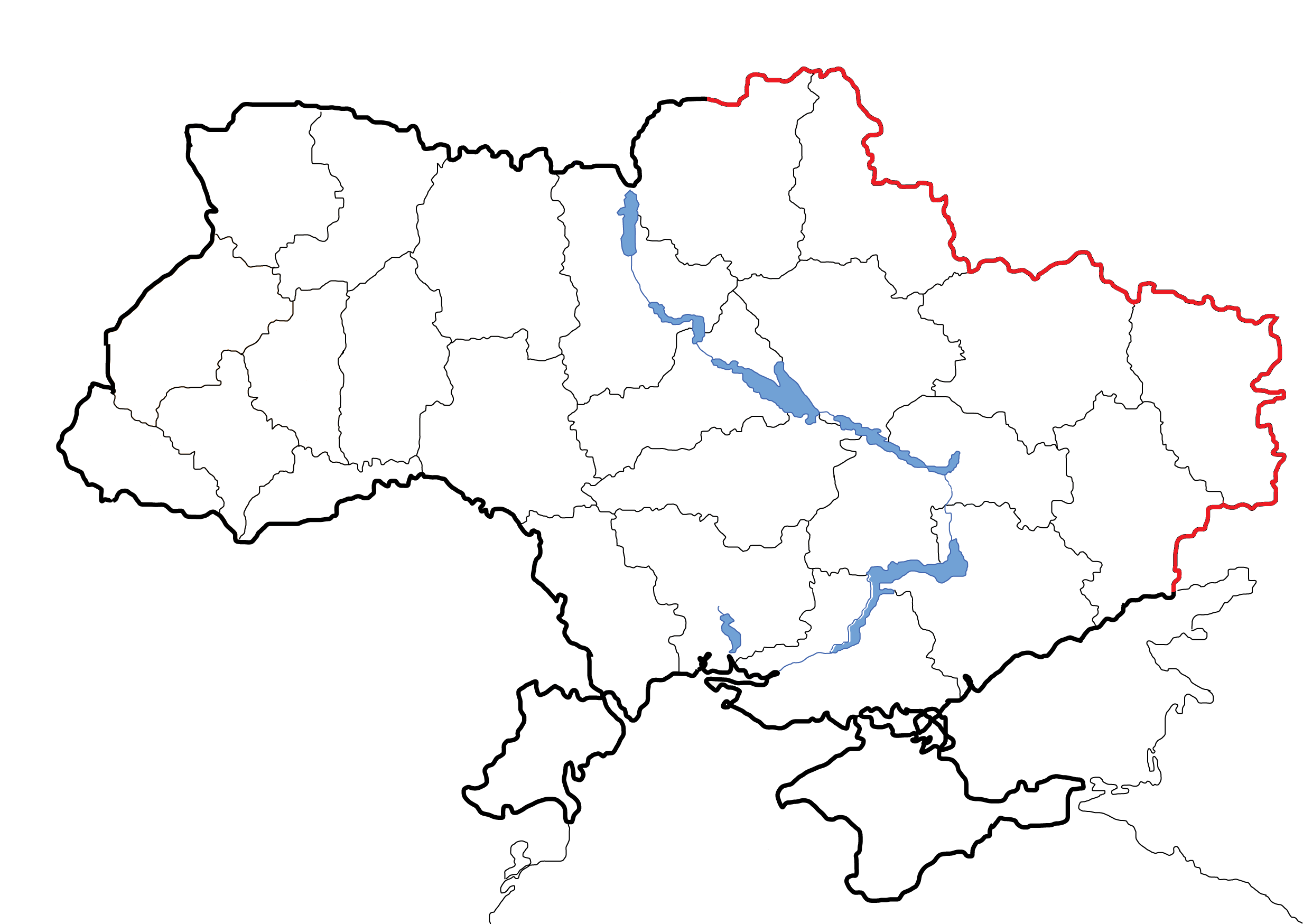
紅色線為俄乌边界

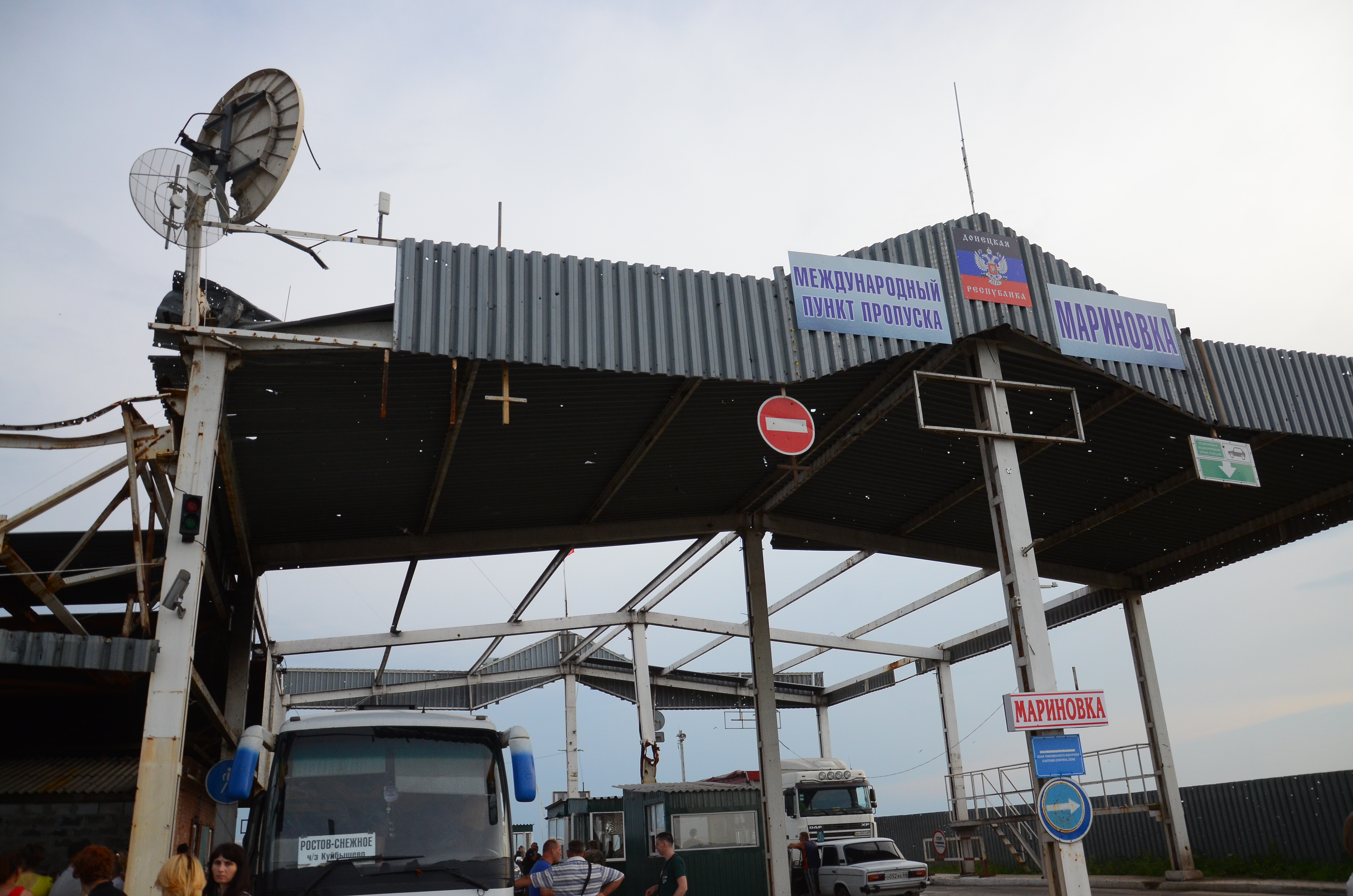
被顿涅茨克人民共和国控制，換上該國“國旗”及“国徽”的俄乌边境馬里尼夫卡檢查站（2015年6月）

俄羅斯—烏克蘭邊界，通稱俄烏邊境，是俄罗斯联邦和乌克兰之间的边界。乌克兰的切爾尼戈夫州、蘇梅州、哈爾科夫州、盧甘斯克州、頓涅茨克州和俄罗斯联邦的布良斯克州、庫爾斯克州、別爾哥羅德州、沃羅涅日州、羅斯托夫州都地處俄乌陸地边界；烏克蘭的克里米亞自治共和國與俄羅斯聯邦克拉斯諾達爾邊疆區相隔刻赤海峽則為先國際承認的海上國界。自1917年俄罗斯帝国灭亡以来，俄乌边界不時發生爭端、調整及跨境占領，當中就有俄國内戰、烏蘇戰爭（烏克蘭人民共和國對蘇維埃俄國）、克里米亞轉交蘇維埃烏克蘭、圖茲拉島衝突和俄烏戰爭（當中就包括俄羅斯聯邦併吞克里米亞、頓巴斯戰爭和最突出的俄羅斯入侵烏克蘭）。
2014年春天至2022年俄羅斯全面入侵烏克蘭之前，由于俄乌战争，俄乌边境再次出現衝突。其中俄烏邊境中的409.3公里就因頓巴斯戰爭被俄羅斯安插的傀儡國“顿涅茨克人民共和国”和“卢甘斯克人民共和国”控制。此外乌克兰在克里米亞被俄方吞并后也不再对克里米亚的刻赤半岛和克拉斯诺达尔边疆区的塔曼半岛之間的刻赤海峽拥有實際管辖权。同时，俄罗斯联邦在克里米亚和赫尔松州之间设立了检查站。
2014年，乌克兰政府公布了一项计划，要在与俄罗斯的边界建造一个防御性的墙体系统，它将耗资近5.2亿美元，需要四年时间才能完成。然而，有關工作因2022年俄羅斯入侵而暫停至今。
2018年3月22日，乌克兰总统彼得·波罗申科签署了一项法令，要求俄罗斯公民在前往烏克蘭前需要提前通知乌克兰政府說明前往乌克兰的原因。2018年11月7日，乌克兰对刑法进行了修订，规定若有人非法越境进入乌克兰损害国家利益可被判处三年以下监禁。
自2018年11月30日起，乌克兰禁止所有16至60岁的俄罗斯男子进入该国，出于人道主义目的的人員除外。
2022年2月24日，俄羅斯軍隊自白烏邊境、俄乌边境與佔領的“顿涅茨克人民共和国”和“卢甘斯克人民共和国”和克里米亞半島各方位入侵烏克蘭。